# Blood Feast (romanzo)
Blood Feast è un romanzo del 1963 di Herschell Gordon Lewis.
Si tratta della trasposizione letteraria del film omonimo di Lewis, che il regista scrisse in concomitanza con la realizzazione del film.

## Trama
A Chicago, un feroce maniaco omicida semina il terrore in città uccidendo e mutilando giovani ragazze. Nel frattempo la signora Dorothy Fremont si rivolge a Fuad Ramses, commerciante di origine egiziana per organizzare la festa di compleanno della figlia Suzette. Quello che la donna ignora è che l'uomo è il sadico assassino ricercato dalla polizia.
Fuad Ramses intende trasformare la festa in un banchetto di sangue per riportare in vita la dea Ishtar, ma i suoi piani vengono scoperti dalla polizia ed è costretto alla fuga ma troverà la morte stritolato dentro un camion dei rifiuti.

## Differenze col film
- Il libro è ambientato a Chicago mentre il film si svolgeva a Miami.
- Nel libro è raccontato che la madre del detective Mason è stata divorata dai ratti.